# Guyon Boudeville
Pour les articles homonymes, voir Boudeville (homonymie).
Guyon Boudeville est un imprimeur-libraire français, né à Jouy-sous-Thelle probablement vers 1519-1520 et mort le 20 mai 1562 à Toulouse.

## Biographie
Guyon Boudeville, né à Jouy-sous-Thelle, dans le diocèse de Rouen, probablement vers 1519 ou 1520, est le fils de Pierre de Boudeville et le frère du maître chirurgien Philippe de Boudeville. Arrivé probablement à Toulouse vers 1534, il est attesté pour la première fois dans cette ville en 1539-1540 comme compagnon imprimeur dans le registre de taille pour le capitoulat de Saint-Sernin.
Il apprend son métier chez Nicolas Vieillard et s'établit à son compte à Toulouse en 1541, près du collège de Foix. En 1549, il est nommé imprimeur juré de la ville et de l'université de Toulouse. Des affrontements ont eu lieu du 12 au 17 mai. Protestant, il est pendu place du Salin le 20 mai 1562. Son rival, Jacques Colomiès, fait l'acquisition de son matériel.

## Éditions
Boudeville a édité 160 ouvrages (livres, plaquettes, placards) abordant des sujets variés : le droit, la religion, la médecine, la poésie, la philosophie etla grammaire. Dans L'Histoire tolosaine d’Antoine Noguier, il simplifie l’orthographe. Son Vitruve se recommande par la qualité de ses illustrations en taille-douce. Il publie des ouvrages de Jean de Coras, Auger Ferrier, Antoine de La Molère, poète agenais[réf. nécessaire], Marguerite de Navarre.

## Publications
- Antoine Noguier, Histoire tolosaine, Toulouse, Guyon Boudeville, 1556-1559 (SUDOC 075566710, lire en ligne)
- Vitruve, Epitome ou extrait abrégé des dix livres d'architecture, Toulouse, Guyon Boudeville, 1556-1559 (SUDOC 075569140, lire en ligne)